# 谢佐吉蛤
谢佐吉蛤（学名：Azorinus scheepmakeri），是帘蛤目毛蛏科仿缢蛏属的一种。主要分布于越南、中国大陆、台湾，常栖息在潮间带。